# Arvin Sloane
Arvin Sloane, jucat de Ron Rifkin, era directorul SD-6 în serialul Alias.

## Biografie
Arvin Sloane era conducătorul rece și calculat al SD-6, organizând-și operațiunile împotriva guvernului Statelor Unite, dându-se drept o organizație secretă din cadrul guvernului. A fost promovat ca membru întrg al Alliance of Twelve, organizația care opera deasupra celorlalte celule individuale SD. 
Sloane vorbește engleză, spaniolă, franceză, japoneză, chineză, nepaleză și rusă. În sezonul 3, s-a dezvăluit faptul că Sloane are o alergie acută la morfină.
Sloane era căsătorit de mult timp (peste 30 de ani) cu Emily. Nu se știe nimic despre viața lui dinaintea primilor ani de căsătorie. La începutul căsătoriei, Sloane lucra pentru CIA, într-un corp de armată al inginerilor, unde a auzit pentru prima dată despre munca lui Milo Rambaldi. Inițial, Sloane l-a respins pe Rambaldi, dar aceat lucru s-a schimbat după moartea tragică a fiicei sale, Jacquelyn. Foarte îndurerat, Sloane a dat peste câteva pagini ale lui Rambaldi, pe care le-a pus într-un sertar și de care a uitat. Citind acele pagini, Sloane a fost surprins de lucrurile pe care le-a văzut. Acest interes a crescut rapid către o obsesie pentru Rambaldi.
La un moment dat, Sloane a avut o aventură cu soția lui Jack Bristow, Laura (de fapt Irina Derevko), în urma căreia a rezultat un copil, care va fi cunoscut sub numele de Nadia Santos. Nu este clar când a avut loc această aventură sau când s-a născut Nadia. Sydney Bristow a fost născută în 1975. Se știe că tatăl lui Michael Vaughn a răpit-o pe Nadia, pentru ca ea să fie în siguranțăf, când aceasta a fost mică și a fost omorât de Irina în 1979. De asemenea este menționat faptul că Irina a născut-o pe Nadia într-o închisoare rusească după ce l-a părăsit pe Jack. Sydney are șase ani când Irina își înscenează moartea în 1981, ceea ce înseamnă că Nadia s-a născut în 1982. Deși este cunoscută exactă a acestor fapte, Jack nu a aflat de această aventură decât după două decenii. După moartea aparentă a Irinei, Jack a fost arestat, iar Sloane și Emily au devenit păzitorii temporari ai lui Sydney. Sydney crede că nu l-a întâlnit niciodată pe Sloane decât atunci când a fost recrutată, după cum afirmă în sezonul 2 că are mari lacune în jurul perioadei când i-a murit mama. 
Puțin timp după aceea, Sloane și alți agenți CIA au părăsit agenția pentru a forma Alianța celor Doisprezece (Alliance of Twelve). Sloane a devenit liderul acelei secțiuni a Alianței cunoscută sub numele de SD-6. Când  Sydney a avut 19 ani și era în primul an de facultate, Sloane a recrutat-o pe Sydney Bristow la SD-6, spunându-i că va lucra pentru CIA.
Spre sfârșitul sezonului 1 este descoperit că Emily suferă de cancer. Emily a aflat că soțul ei nu a părăsit niciodată cu adevărat lumea spionajului. A făcut greșeala de a-i spune lui  Sydney ce știa și curând a aflat acest lucru. O condiție ca Sloane să fie promovat ca membru întreg în Alianță, i-a fost ordonat să-și omoare soția. Sloane a înscenat moartea soției sale pentru a obține promovarea. Acesta chiar i-a amputat un deget al lui Emily pentru a convinge Alianța că este moartă.
După căderea Aliantei, Sloane a lucrat în secret cu Julian Sark, continuându-și obsesia de a aduna invențiile și obiectele lui Rambaldi. Emily a colaborat în secret cu CIA expune noile crime ale soțului ei. Într-o misiune de a-l captura pe Sloane, acesta a încercat să fugă cu soția sa, dar Emily a fost împușcată și omorâtă din greșeală de către Marcus Dixon, un fost agent SD-6, acum agent CIA. Pentru a se răzbuna, Sloane i-a omorât soția lui Dixon într-o explozie de mașină.
Între sezonul doi și trei (perioada când Sydney a lipsit), Sloane s-a predat guvernului Statelor Unite și, cu scopul de a-și obține grațierea, și-a folosit toate cunoștințele pentru a pune capăt mai multor organizații teroriste. Apoi Sloane s-a mutat la Zurich, Elvetia, punând bazele unei organizații umanitare numită Omnifam, aparent devenind un filantrop, pretinzând că studiul secretelor lui Rambaldi l-a condus la un singur cuvânt: pace. Sloane a lucrat ocazional cu CIA-ul utilizându-și contactele pentru a afla mai multe despre organizația numită Legământul (The Covenant). Acest lucru a stârnit suspiciuni, mai ales din partea lui Sydney, care nu l-a iertat niciodată pentru că a ordonat să-i fie ucis logodnicul, cand era în fruntea SD-6.
De fapt, pe lângă cuvântul "pace", dispozitivul lui Rambaldi, cunoscut sub numele de Il Dire (Zicerea), a dezvăluit ADN-ul unei persoane pe care Rambaldi a numit-o Pasagerul. Sloane a descoperit că Pasagerul este fiica sa -pe care a avut-o cu Irina Derevko- o femeie numită Nadia Santos, care este un agent al Serviciilor de Informații Argentiniene. Sloane o răpește și îi injectează lichidul lui Rambaldi, care o face să scrie o ecuație. Această ecuație reprezintă longitudinea și latitudinea pentru un alt artefact al lui Rambaldi -Sfera Vieții. Nadia și Sloane colaborează pentru un scurt timp pentru a recupera Sfera Vieții, dar Nadia își părăsește tatăl -și se întoarce în Argentina- când observă că obsesia lui pentru Rambaldi se îndreaptă spre nebunie. 
Sloane este grațiat din nou și este chemat de către CIA să conducă o nouă divizie secretă, creată după modelul SD-6, numită Authorized Personnel Only (APO). Prima sarcină a lui Sloane a fost aceea de a-i alege pe membrii echipei; Sloane îi alege pe Jack, Dixon, Vaughn și Sydney. Mai târziu, el a reușit să o convingă și pe Nadia să facă parte din echipă, la care s-au mai adăugat Marshall Flinkman și Eric Weiss.
Cea mai mare provocare pentru Sloane, ca director al APO, a fost aceea de a-i convinge pe Sydney, Vaughn, și Marcus că intențiile sale sunt adevărate. Aflați sub ordinele superiorilor de la CIA de a-l supraveghea pe Sloane, cei trei agenți au pornit, cu diferite ocazii, mai multe alarme false referitoare la loialitatea lui Sloane. Între timp, Sloane și Jack au urmărit îndeplinirea propriului lor plan, care, se pare că are o legătură cu surorile Irinei Derevko. 
Mai târziu în sezonul 4, este dezvăluit faptul că un alt bărbat, supranumit "Arvin Clona" și identic cu Arvin Sloane aproape din toate punctele de vedere, căuta invențiile lui Rambaldi în numele lui Sloane și comitea numeroare acte criminale pe parcursul acestei acțiuni. "Arvin Clona" (numel real Ned Bolger) este învinuit pentru moartea Irinei, înscenându-i acesteia faptul de a fi angajat un asasin pentru a o omorî pe Sydney.
Către sfârșitul sezonului 4, Sloane mărturisește că, prin munca lui de la Omnifam, el a adăugat chimicale în mai multe rezerve de apă din întreaga lume, pentru a face omenirea mai pașnică. El își abandonează postul de director al APO, aparent pentru a se alătura planului Elenei Derevko de a distruge civilizația folosind apa contaminată și Dispozitivul Mueller. În realitate, Sloane se infiltrează în organizație Elenei cu scopul de a o opri, dar Dixon este grav rănit încercând să îl oprească pe Sloane. Pe parcursul misiunii finale de a o opri pe Elena, Sloane ajută echipa APO, dar, făcând acest lucru, este forțat să o împuște pe Nadia (care a fost otrăvită cu apă de către Elena și care acum încerca să o omoare pe Sydney). În finalul sezonului, Sloane este arestat și închis de către CIA și primește vizita neașteptată a lui Sydney, care îi spune că ea acum crede că motivele lui erau bune, de aceea a aranjat ca el să o poată vizita pe fiica sa.
Pe parcursul sezonului 5, Sloane se găsește la mila presupusului agent CIA, Gordon Dean, care conduce o organizație criminală asemănătoare SD-6, numită "The Shed", în numele unui grup mai mare numit Prophet Five. Dean îl eliberează pe Sloane din închisoare, oferindu-i lui Sloane posibilitatea de a se întoarce la APO, (deși la un rang mai mic), pentru a putea cauta un remediu pentru boala Nadiei. Dean îl amenință cu moartea Nadiei, dacă Sloane nu acceptă să devină o "cârtiță" în interiorul APO.
Acest aranjament este de scurtă durată, deoarece Sloane refuză, până la urmă, să mai pună în pericol siguranța lui Sydney și a celorlalți și îl; trădează pe Dean. Dean este arestat de APO, dar Sloane este șantajat de un alt bărbat, membru Prophet Five, care pretinde că deține un remediu pentru starea Nadiei. Acest lucru este dovedit atunci când Nadia își recapătă cunoștința pentru un scurt timp. Sub promisiunea unui remediu permanent, Sloane primește ordinul de a-l omorî pe Dean, ceea ce și face. Din nou, Sloane este obligat să fie agent dublu la APO pentru Prophet Five, cu promisiunea ambiguă de a obține un tratament pentru fiica sa. Când încearcă să se folosească de noua persoană de legătură pentru a o găsi pe Sydney după ce a fost răpită, el este forțat să ia o decizie între a o salva pe Sydney sau a o salva pe Nadia.
Sloane continuă să lucreze pentru Prophet Five până când obține remediul pentru boala Nadiei. După administrarea tratamentului, Nadia este vindecată complet. Relația lui Sloane cu Nadia a fost împiedicată de obsesia lui pentru Rambaldi. Această tensiune dintre dragostea lui pentru Nadia și obsesia lui pentru Rambaldi ajunge punctul culminant când Nadia îi cere să aleagă între ea și Pagina 47. Când Nadia aruncă Pagina 47 în flăcări, obsesia lui Sloane preia controlul asupra lui și o împinge, omorând-o accindental cade peste o masă de sticlă. 
După moartea Nadiei, Sloane realizează că credința lui Rambaldi a fost singurul lucru pe care l-a avut dintotdeauna, făcând astfel trădarea celor dragi inevitabilă. Moartea fiicei sale, potrivit interpretărilor lui, a fost un sacrificiu necesar. Apoi Sloane părăsește APO și le alătură celor de la Prophet Five pentru a descoperi ultimele secrete ale muncii lui Rambaldi. Sloane, după aceea, este bântuit de apariția Nadiei, care afirmă că apare deoarece asta este ceea ce Sloane dorește. 
Sloane își dă seama că de îndată ce experiența lui în munca lui Rambaldi nu va mai fi de folos organizației Prophet Five, el va putea fi dispensabil. De aceea el îi convinge pe Julian Sark și pe Kelly Peyton să trădeze Prophet Five și să se alieze cu el. După această înțelegere între cei trei, Sloane o pune pe Peyton să îi execute pe cei doisprezece lideri Prophet Five, iar pe Sark îl pune să elimine APO cu explozibili (omorându-l pe Thomas Grace).
Sloane este aproape de a-și atinge scopul final, răpindu-i pe Marshall Flinkman și pe Rachel Gibson, pentru a-i forța să localizeze o peșteră subterană, unde va putea să folosească amuleta lui Rambaldi.
În final, scopul lui Sloane a fost realizat în Mongolia, în mormântul lui Rambaldi, unde Sloane a folosit "The Horizon" pentru a crea o sferă plutitoare din care se scurgea un lichid roșiatic. Dar, înainte ca scopul acetei sfere să fie dezvăluit, Sydney a intervenit, luând "The Horizon" din locul lui, fapt ce a dus la dispariția sferei. Văzând acest lucru, Sloane l-a împușcat pe Jack pentru a-i distrage atenția lui Sydney, iar Sark a recuperat astfel "The Horizon" de la ea. Apoi, ca răzbunare, Sydney l-a împușcat și ucis pe Sloane. 
Corpul lui Sloane s-a prăbușit în lichidul creat de "The Horizon", care a împlinit ultima profeție a lui Rambaldi, nemurirea. Sloane și-a revenit după rănile de gloanțe, dar a fost oprit să iasă din mormânt de Jack Bristow. Sloane i-a oferit vechiului său prieten șansa de a-și salva viața folosind lichiul lui Rambaldi, dar Jack a refuzat. În schimb, Jack l-a blocat pe Sloane în mormânt pentru totdeauna, detonând un explozibil puternic și sacrificându-se pe sine. 
Sloane este, în momentul de față, blocat sub bucăți mari de stâncă în mormânt, la sute de metri adâncime, singur, dar viu și nemuritor. Apariția Nadiei sosește pentru ultima dată înainte de a dispărea. Este astfel sugerat faptul că soarta lui Sloane este aceea de a-și petrece eternitatea în acest loc.